# Stefano Lenoci
Stefano Lenoci (Sannicandro di Bari, 8 dicembre 1897 – 30 luglio 1977) è stato un politico italiano.

## Biografia
Laureato in lettere, è insegnante e docente universitario. Esponente del Partito Socialista Italiano, viene eletto alla Camera dei Deputati nel 1953, confermando il seggio anche alle elezioni politiche del 1958 e del 1963. Nel 1966 confluisce con la maggioranza del proprio partito nel PSI-PSDI Unificati; termina il proprio mandato parlamentare nel 1968.
Muore nell'estate 1977 all'età di 79 anni. Anche i suoi due figli furono deputati socialisti: il maggiore Vito Vittorio in carica dal 1968 al 1978 (anno in cui morì) e il minore Claudio dal 1979 al 1994.